# 西村屋与八

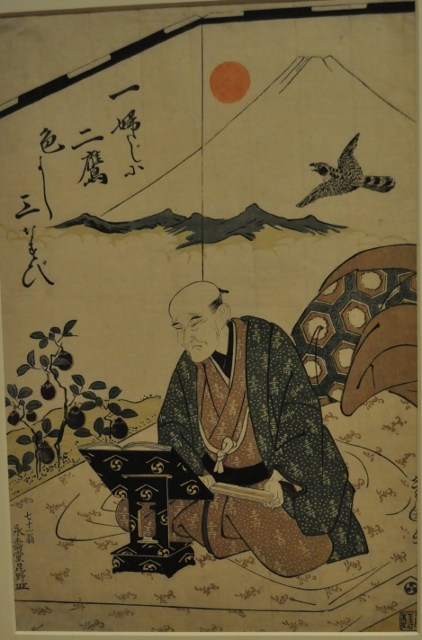
歌川豊国画「西村屋与八像」

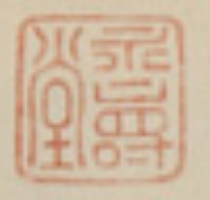
『富嶽三十六景』中の「栄寿堂」印

西村屋 与八（にしむらや よはち、生没年不詳）は、江戸時代の浮世絵の版元。蔦重、鶴喜とともに天明寛政期における錦絵の代表的な版元であった。3代目まで続いた。

## 来歴
永寿堂と号す。姓は日比野、栄寿斎ともいった。書物問屋・地本草紙問屋。地本草紙問屋元組（古組）の一軒であった。馬喰町2丁目南角庄兵衛店で宝暦から慶応の頃にかけて活動している。
宝暦期における紅摺絵の時代から西村重長らの作品がみられ、そのころの浮絵には「風流江戸絵五色墨元祖 永寿堂日比野」とある。浮絵以外には宝暦期には鳥居清満、鳥居清広画の細判役者絵などが多くみられる。
明和安永期には鈴木春信、一筆斎文調、勝川春章、勝川春英、歌川豊春を始めとする多数の錦絵が確認されている。このころの錦絵には版元印がないものが多くみられるが、その中には西村屋与八版も多く含まれていると推定される。安永6年（1777年）から天明2年（1782年）頃に版行した磯田湖龍斎の『雛形若菜の初模様』（大判100枚越えの揃物、後に鳥居清長、勝川春山画）を始めは蔦屋重三郎と合梓により版行、間もなく単独版行をしているのは注目に値する。この作品により、それまでの美人画の判型を中判から大判に方向付けした。
鳥居清長の作品を最も多く出版した版元として著名であり、寛政に入ると美人画を制していた西村屋に対して蔦屋重三郎は喜多川歌麿や東洲斎写楽を推して対抗した。また、西村屋もこれに抗して歌川豊国や鳥文斎栄之、葛堂栄隆、勝川春潮、歌川国貞らを登用して多数の作品を発表していったほか、黄表紙の出版も多かった。歌川広重の花鳥画、葛飾北斎らの風景画にも取り組み、浮世絵風景画の確立に貢献している。
文政7年（1824年）に刊行された『江戸買物独案内』には「経書・医書・仏書・神書・歌書・石刻・唐本・和本・寺子必読往来物・草紙・錦絵・絵本」と非常に多数の商品が挙げられている。文政9年（1826年）頃には馬喰町2丁目庄兵衛店で営業していた。

## 歴代
- 初代（生没年不詳） 西村屋伝兵衛と関係があると思われるが未詳である。寛政9年（1797年）か寛政10年（1798年）ころの作品と推定される豊国画による大錦に、西村屋与八像が存在しており、それには「七十一翁永寿堂日比野（花押）」とある。これが初代の古稀の賀に際して刊行された肖像画とみられる。
- 2代目（生没年不詳） 『近世物之本江戸作者部類』によると、鱗形屋孫兵衛の次男で、婿養子で西村屋に入った者といわれる。山巴亭青江、他に栄寿斎、松泉堂などの号をもち、寛政から文政期にかけ戯作もよくしていた。滝沢馬琴は「其心ざま愚ならず売買にさかしき者なるが常にいふやう、版元は作者画工等の名を世に高くすなればその為に引札をするに似たり、かゝれば作者まれ画工まれ印行を乞ふべきものなり、吾は決して求めず」と言った由、記している。
- 3代目（生没年不詳） 文化文政から天保にかけて昇亭北寿の風景画や北斎の『富嶽三十六景』などの風景画を精力的に出版したが、天保半ばを過ぎるころにはその活動が衰えを見せ始めた。

## 作品
- 西村重長 『浮絵御祭礼唐人行列絵巻』 横大判 紅摺絵 宝暦前中期
- 鳥居清満 『水車』 横大判 紅摺絵 宝暦
- 鈴木春信 『年中行事』 横細判6枚揃 錦絵 明和
- 勝川春英 『おし絵形』 大判 錦絵揃物 寛政 ※「春駒」など
- 鳥居清長『鹿島踊りの金太郎』 大判 錦絵 寛政4年 ハーバード大学美術館（サックラー美術館）、ブリュッセル王立美術歴史博物館所蔵
- 鳥居清長 『浅草金龍山八境』 中判 錦絵 揃物 天明初期
- 鳥居清長 『四季八景』
- 鳥居清長『風柳江戸八景』
- 鳥居清長『東鹿子娘道成寺』
- 鳥居清長『江の島詣』
- 一筆斎文調 『市川高麗蔵の佐野源左衛門』
- 喜多川歌麿 『忠臣蔵』 大判11枚揃 錦絵 寛政末ころ ※こま絵入
- 鳥文斎栄之 『青楼美人六花撰』 大判6枚揃 錦絵 寛政中期 ※2種あり
- 葛堂栄隆 『若那初模様』 大判 錦絵 寛政中期
- 勝川春潮 『出語り図』
- 歌川国貞 『楽屋錦絵二編』大判 錦絵 揃物 文化9年
- 歌川国貞 『集女八景』
- 歌川広重 『魚づくし』 横大判10枚揃 錦絵 天保前期
- 葛飾北斎 『冨嶽三十六景』 横大判46枚揃 錦絵 天保2年～天保5年
- 葛飾北斎 『諸国名橋奇覧』 横大判11枚揃 錦絵 天保前期
- 葛飾北斎 『花鳥画』横大判 錦絵 揃物 天保3年頃
- 葛飾北斎 『江戸名所』
- 葛飾北斎 『諸国滝廻り』 大判8枚揃 錦絵 天保4年ころ
- 葛飾北斎 『百人一首うはかゑとき』 横大判27枚揃 錦絵 天保前期 ※栄樹堂伊勢屋三次郎と合版のシリーズ

## 関連作品
テレビドラマ
- 『必殺からくり人・富嶽百景殺し旅』（1978年、朝日放送、演：岡田英次）
- 『闇の傀儡師』（1982年、フジテレビ、演：波多野博）
- 『風光る剣 -八嶽党秘聞-』（1997年、NHK正月時代劇、演：坂上二郎）
- 『眩〜北斎の娘〜』（2017年、NHK、演：西村まさ彦）
- 『べらぼう〜蔦重栄華乃夢噺〜』（2025年、NHK大河ドラマ、演：西村まさ彦）[1]